# جوشوا مور
جوشوا مور (بالإنجليزية: Joshua Moore)‏ هو لاعب كرة قدم أمريكية أمريكي، ولد في 20 أغسطس 1988 في فورت لودرديل في الولايات المتحدة.

## وصلات خارجية
- جوشوا مور على موقع مرجع كرة القدم المحترفة.كوم (الإنجليزية)